# Тіна (Туніс)
Тіна (араб. طينة) — місто в Тунісі. Входить до складу вілаєту Сфакс. Знаходиться за 12 км від міста Сфакс. Станом на 2004 рік тут проживало 26 635 осіб.